# Fusil Bang M1922
El Bang M1922 es un fusil semiautomático estadounidense diseñado por el danés Søren Hansen Bang. Era una modificación de los primigenios fusiles M1909 y M1911, que también disparaban el cartucho .30-06 Springfield.

## Descripción
Era un fusil accionado por gas, que empleaba un sistema de copa deslizante en la boca del cañón, la cual era empujada hacia adelante por los gases del disparo mientras la bala emergía del cañón. Durante las pruebas de campo de 1919 y 1927, el fusil fue demostrado por su diseñador. Debido a su complejidad mecánica y la suceptibilidad de acumulación de hollín en la copa deslizante, no tuvo éxito en las pruebas del gobierno estadounidense.
El sistema Bang también fue empleado en el Gewehr 41, que padeció las mismas desventajas. La controvertida ametralladora francesa St. Étienne M1907 y su predecesora, la fallida ametralladora Puteaux APX de 1904, también eran accionadas por un sistema de empuje frontal inspirado en el fusil semiautomático Bang.  

## Patentes
- Patente USPTO n.º 901143, October 13, 1908, Device for Automatic Firing of Self-Loading Arms, Inventor Søren H. Bang of Copenhagen, Denmark
- Patente USPTO n.º 1534486, April 21, 1925, Self-Loading Firearm, Inventor Søren H. Bang of Copenhagen, Denmark